# Flerspråkighet
Flerspråkighet (även tvåspråkighet) betecknar fenomenet att fler än ett språk behärskas av individen eller används i samhället.

## Flerspråkighet på individnivå
I ordets bredaste bemärkelse är varje person som kan kommunicera med hjälp av mer än ett språk, antingen aktivt eller passivt, flerspråkig. Oftast använder man dock en snävare definition av begreppet där två- eller flerspråkighet anger en förmåga att använda språket på en likartad nivå som de som talar språket som (enda) modersmål.
En två- eller flerspråkig person (även polyglott) behärskar obehindrat två eller flera språk och kan betrakta dessa språk som "sina" i någon mening, även om något av språken är personens modersmål och de andra är personens andraspråk eller mycket välövade främmande språk. Oftast används termen för en person som vuxit upp med mer än ett språk eller tillägnat sig ytterligare språk till en hög nivå. En person som kan kommunicera på flera språk räknas oftast inte automatiskt som flerspråkig, eftersom det även finns en emotionell dimension i begreppet: Flerspråkig är den som själv bekänner sig som flerspråkig. Till exempel har många svenskar en hög nivå på sin engelska utan att själva känna sig flerspråkiga. Inom tvåspråkighetsforskningen tas olika stor hänsyn till den emotionella faktorn.
Flerspråkiga har ofta tillägnat sig mer än ett språk tidigt under barndomen, så kallade L1 ("Language no. 1"), det vill säga modersmål. L1 utvecklas i symbios med världsbildsutvecklingen, begreppsutvecklingen och den emotionella utvecklingen och har en tydlig förankring i dessa. Hur barn egentligen tillägnar sig L1 är fortfarande okänt, även om det finns många teorier.
Flerspråkiga har tillgång till flera språk, som kan vara antingen flera L1 eller också L2. Ett L2 är ett språk som man har tillägnat sig senare i livet, till exempel genom inlärning i en miljö där språket talas (andraspråk) eller genom undervisning (främmande språk). Påbörjas inlärningen av L2 i skolålder eller senare finns det en klar fördel i god formell undervisning.
Var man vill låta gränsen mellan L1 och L2 gå varierar från forskare till forskare – en del vill sätta gränsen vid tre års ålder, en del vid puberteten och en del anser att det inte rör sig om en åldersskillnad utan om en kvalitativ skillnad, såsom att L1 främst talas i hemmet och L2 i kontakt med personer utanför den närmsta kretsen, eller att man har olika förmåga att använda språken.
Personer som tidigt haft tillgång till flera språk eller som lärt sig minst två språk till en nivå där det finns tydliga kopplingar till begreppsvärlden har visat sig vara bättre på att tillägna sig ytterligare språk (L2) senare i livet än enspråkiga. Den tidiga insikten att samma begrepp kan ha helt olika benämningar när man använder olika språk är en nyckel till språklig medvetenhet. Individens grundläggande språkbegåvning, som också påverkar förmågan att lära sig språk, påverkas dock inte av denna högre språkliga medvetenhet.
En vanlig[källa behövs] missuppfattning i västvärlden är att enspråkighet är en standard som man ska utgå från. I stort sett all[källa behövs] språkforskning utgår från enspråkighetsnormen. En majoritet av världens barn växer ändå upp som flerspråkiga. Flerspråkighet är inte dubbel enspråkighet, det innebär inte att man har dubbla fullständiga uppsättningar av begrepp och ordförråd. Flerspråkiga använder sina olika språk i olika språkliga domäner, till exempel ett språk i skolan eller på jobbet och ett annat hemma, eller ett när man talar om mat och ett annat när man talar om läxor, och detta påverkar vilka begrepp och ord man behöver på de olika språken. I samtal med andra personer med samma uppsättning språk är det vanligt att man kodväxlar, det vill säga byter mellan språk eller hämtar ord och fraser från ett annat språk. På detta sätt kan man få man en bättre uttrycksförmåga än om man, i likhet med enspråkiga, endast hade tillgång till ett språk, samtidigt som det kan finnas domänluckor i de olika språk man använder.

## Flerspråkighet på samhällsnivå
Det finns gott om flerspråkiga samhällen världen kring. Flerspråkighet har varit vanligt; när de flesta talare hörde till en mindre grupp i vilken ett eget språk (eller en avvikande dialekt) talades var det nödvändigt att kunna fler språk för att kunna idka handel eller ha andra kontakter med folk utanför det egna samhället. Detta är fortfarande fallet i områden med stor språklig mångfald, såsom i Afrika söder om Sahara och i stora delar av Asien. Hur man väljer att hantera detta politiskt skiljer sig mycket från plats till plats. I många afrikanska länder har man valt ett gammalt kolonialspråk som officiellt språk för att undvika att ge någon folkgrupp fördel framför andra. I Tanzania har man valt ett gammalt lingua franca (handelsspråk), nämligen swahili, som officiellt språk. 

### Flerspråkighet i Finland
Finland är sedan gammalt flerspråkigt, med bland annat finsk-, svensk- och samisktalande invånare. Under 1800-talet blev finska officiellt språk vid sidan av svenska. Numera dominerar finskan på de flesta områden, också om de båda nationalspråken formellt är mer eller mindre likställda. Två- eller flerspråkighet har varit vanligt i vissa befolkningsgrupper, medan en stor del av både den svenskspråkiga och den finskspråkiga befolkningen levt i enspråkiga miljöer. Sedan grundskolreformen på 1970-talet är det andra inhemska språket och ett främmande språk obligatoriska för alla finsk- och svenskspråkiga elever.
I många städer, såsom Helsingfors, Vasa, Jakobstad och Karleby, är den finskspråkiga befolkningen blandad med den svenskspråkiga. Antalet familjebildningar över språkgränserna har speciellt under de senaste decennierna ökat och därmed antalet barn med två språk i hemmet. Fastän många är tvåspråkiga i praktiken, kan blott ett av språken vara officiellt modersmål, varför antalet tvåspråkiga inte direkt kan uppskattas genom officiell statistik. Barn vars föräldrar har olika modersmål utgör på vissa orter en betydande andel av barnen i de svenskspråkiga grundskolorna. I många svenskspråkiga läroanstalter (såsom vid Åbo Akademi) utgör finskspråkiga en betydande minoritet bland de studerande.
I de större finskdominerade städerna är finlandssvenskar praktiskt taget tvungna att kunna bra finska, varför dessa i allmänhet är funktionellt tvåspråkiga också då hemspråket varit svenska.
Liksom i Sverige förekommer svenska dialekter som skiljer sig så mycket från standardspråket att man kan anse dem som talar både dialekt och högsvenska som tvåspråkiga – eller trespråkiga i de fall de även behärskar finska.
I norra delen av finska Lappland är även samiska officiellt språk. På grund av den tidigare språkpolitiken har många samer finska som sitt starkaste språk. I Enare kommun talas tre samiska språk och det är inte ovanligt att vara trespråkig med kunskaper i till exempel nordsamiska, enaresamiska och finska – eller nordsamiska, finska och norska.
Även romani och teckenspråk har officiell status, också om antalet talare är litet.
Numera är invandrarspråk såsom ryska, estniska, somaliska, arabiska, albanska och vietnamesiska på många håll ett betydande inslag i den finländska vardagen.

### Flerspråkighet i Sverige
Det förs inte statistik över modersmål i Sverige, varför det inte finns tillförlitliga siffror över vilka språk som talas i Sverige. Man uppskattar dock att det rör sig om ca 200 olika språk. Av 9 miljoner talare av svenska har 1,5 miljoner svenska som andraspråk och ett annat språk som modersmål. Det rör sig till exempel om stora invandrarspråk som arabiska dialekter, turkiska och kurdiska. Dessutom finns det liksom i Finland inhemska minoriteter som talar sina egna språk. Sverige har fem officiella minoritetsspråk: samiska, finska, meänkieli, romani och jiddisch. I vissa svenska samhällen – liksom i Finland – talas svenska dialekter som avviker starkt från standardsvenskan, såsom älvdalska, vilket gör att man kan tala om tvåspråkighet även hos dem som både behärskar dialekten och standardsvenska. En annan flerspråkig grupp är teckenspråkiga. I läroplanen för den svenska specialskolan (d.v.s. dövskolan) fastställs att målet är att eleverna ska bli tvåspråkiga på svenskt teckenspråk och skriven svenska.

## Hjärnan hos tvåspråkiga individer
Forskare har upptäckt att tvåspråkiga vuxna har ett tjockare gråsubstanslager, i synnerhet i hjärnans vänstra hemisfär där de flesta språk och kommunikationsförmågorna kontrolleras, än enspråkiga individer. Denna effekt är tydligast hos de individer som lärt sig två språk före femårsåldern och hos dem som är skickliga på de båda språken. Detta är ett fynd som tyder på att tvåspråkighet från tidig ålder avsevärt kan förändra hjärnans struktur. 
För att få reda på om de olika språken hos tvåspråkiga individer representeras av olika hjärndelar, har man bland annat studerat hjärnskadors effekter på tvåspråkigas språkförmågor. Hjärnskador som påverkar det ena språket men inte det andra skulle betyda att språken representeras av olika hjärnområden.  Det är ändå inte så enkelt att dra dessa slutsatser. Man har utfört studier på tvåspråkiga individer som genomgått en hjärnskada av något slag (t.ex. fått stroke eller en tumör) och som därefter utvecklat en afasi. Dessa studier visar att samma språkliga förmåga (t.ex. att förstå ords betydelse) hos vissa patienter försämrats i olika grad i de olika språken, eller så har det skett försämringar i det ena språket men inte i det andra. Dessutom när en hjärnskada resulterar i liknande försämringar i båda språken kan patienten uppleva en samtidig återhämtning av båda språken eller endast en återhämtning av det ena språket. Dessa fynd tyder bland annat på att det finns en variationsrikedom bland individer och hur deras tvåspråkiga förmågor representeras i hjärnan. Detta kan även betyda att det i vissa fall är så att båda språken representeras av åtminstone delvis skilda nätverk. Generellt kan man säga att då en individ behärskar två språk tidigt i livet eller alternativt blir väldigt skicklig på det andra språket senare i livet, använder båda språken ett gemensamt neuralt nätverk. Men även inom detta gemensamma nätverk aktiveras vissa hjärndelar mer när individer som flytande talar två språk använder det språk de blivit utsatta för i mindre omfattning (ofta det andra språket). Detta betyder att individen måste anstränga sig mer medvetet då han eller hon processar det andra språket. Människor som lär sig ett andra språk endast någorlunda bra senare i livet visar mer variabilitet i den neurala aktiveringen av hjärnan än de som tidigt i livet lärt sig tala två språk flytande. 

## Hur tvåspråkighet påverkar kognitiva funktioner
Studier i Schweiz, Sydafrika, Israel och Kanada indikerar att tvåspråkighet korrelerar med en högre grad av flexibilitet i tänkandet samt med högre prestationer i icke-verbala intelligenstest. För att man skall kunna finna denna korrelation måste båda språken behärskas bra av individen.
Det har visats att tvåspråkiga förskolebarn är bättre än sina enspråkiga kamrater på att fokusera på en uppgift samtidigt som de ska ignorera distraherande faktorer. En liknande bättre kapacitet att fokusera har även funnits hos tvåspråkiga vuxna, speciellt hos dem som lärt sig båda språken tidigt.
Tvåspråkighet kan skydda mot uppkomsten av demens och andra åldersrelaterade kognitiva försämringar. Forskning visar att tvåspråkighet kan fördröja uppkomsten av åldersrelaterad demens inklusive Alzheimers sjukdom med upp till fyra år. Man känner inte ännu till orsakerna bakom detta men det finns teorier som föreslår att talandet av två språk kan öka blod- och syreflödet i hjärnan och hålla nervförbindelserna friska. 
Neurovetenskaplig forskning indikerar även att tvåspråkiga patienter som tappat förmågan till att producera eller förstå tal efter en hjärnskada återhämtar sig med större sannolikhet då man använder båda språken i rehabiliteringen istället för endast det ena. 